# Abvolt
De abvolt (afgekort tot abV) is een eenheid voor spanning en elektrische potentiaal uit het cgs-eenhedenstelsel.
Eén abvolt is gelijk aan 10−8 volt uit het SI-stelsel. Een potentiaalverschil van 1 abV stuurt een stroom van 1 abampère door een weerstand van 1 abohm. In de meeste praktische toepassingen wordt de volt als eenheid gehanteerd, de abvolt is officieel niet als standaard in gebruik.
De andere eenheid in het cgs-systeem is de statvolt.